# Guadalupe (Arizona)
Guadalupe es un pueblo ubicado en el condado de Maricopa en el estado estadounidense de Arizona. En el Censo de 2010 tenía una población de 5523 habitantes y una densidad poblacional de 2.639,16 personas por km².

## Geografía
Guadalupe se encuentra ubicado en las coordenadas 33°21′59″N 111°57′47″O / 33.36639, -111.96306. Según la Oficina del Censo de los Estados Unidos, Guadalupe tiene una superficie total de 2.09 km², de la cual 2.09 km² corresponden a tierra firme y (0%) 0 km² es agua.

## Demografía
Según el censo de 2010, había 5.523 personas residiendo en Guadalupe. La densidad de población era de 2.639,16 hab./km². De los 5.523 habitantes, Guadalupe estaba compuesto por el 19.79% blancos, el 1.52% eran afroamericanos, el 51.08% eran amerindios, el 0% eran asiáticos, el 0.05% eran isleños del Pacífico, el 22.38% eran de otras razas y el 5.18% pertenecían a dos o más razas. Del total de la población el 62.23% eran hispanos o latinos de cualquier raza.